# Meir Zorea

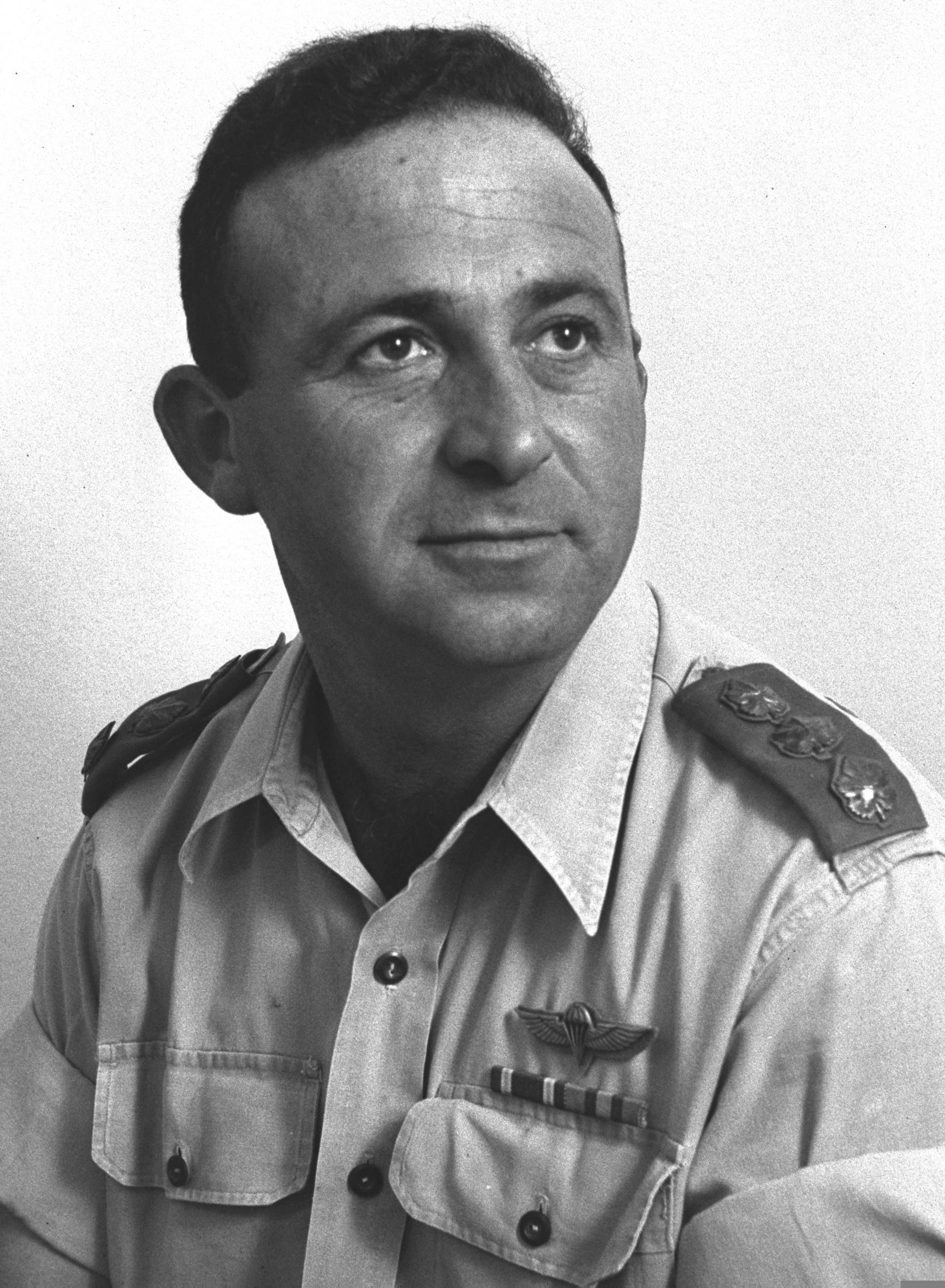
Meir Zorea, 1958

Meʾir (Zarro) Zoreʿa (hebräisch מֵאִיר (זַרוֹ) זוֹרֵעַ Meʾīr (Sarrō) Sōreʿa; * 14. März 1923 als Meyer Zarodinsky in Chișinău, heute Moldawien; † 24. Juni 1995) war ein Generalmajor (Aluf) der israelischen Streitkräfte und Mitglied der Knesset. Während des Zweiten Weltkrieges wurde er als Offizier der British Army hochdekoriert. Zoreʿa zeichnete sich außerdem während des Kriegs um Israels Unabhängigkeit aus. Er war einer der Gründer der Tnuʿah Demokratit leSchinnui (bekannt unter dem hebräischen Akronym DaSch), einer anfangs erfolgreichen Partei der Mitte, der auf Dauer kein langes Leben beschieden war.

## Frühe Jahre
Meʾir Zoreʿa wurde als Meyer Zarodinsky (hebräisch מאיר זארודינסקי) im damals zu Rumänien gehörenden Chișinău geboren. 1925 wanderte seine Familie in das damalige britische Völkerbundsmandat Palästina aus und ließ sich in Haifa nieder. Hier ließen die Eltern seinen Namen in Meʾir Zoreʿa ändern. Er besuchte zunächst eine Schule der Alliance Israélite Universelle in Tel Aviv. 
Dann wechselte er auf die Hebräische Realschule Haifa, 1913 durch den Hilfsverein der deutschen Juden als Pädagogium des Technions auf dessen Campus gegründet. Dort wurde er Pfadfinder und leitete für eine Zeit den Stamm seiner Schuel (hebräisch שֵׁבֶט מְשׁוֹטְטֵי בַּכַּרְמֶל Scheveṭ Məschōṭəṭej baKarmel, deutsch ‚Stamm der im Karmel Herumwandelnden‘), dessen Gründung 1925 mit Unterstützung von Rektor Arthur Biram und gegen das Votum des Naturkundelehrers Pinchas Cohen zu Stande kam. Zoreʿa gründete mit dem Stamm seiner Schule sowie jenen von Hebräischem Gymnasium Rechavia (Jerusalem) und Hebräischem Herzlia-Gymnasium (Tel Aviv) die Pfadfindergruppe Zofim Alef (hebräisch צוֹפִים א') im Verband Hebräischer Pfadfinder (hebräisch צוֹפִים עִבְרִיּים Zōfīm ʿIvrijjīm). 
Zu Beginn des Zweiten Weltkrieges 1939 schloss sich Zoreʿa im Alter von 16 Jahren der Hagana an. Außerdem trat er den Notrim, einer jüdischen Polizeieinheit der Mandatsmacht in Palästina, deren Angehörige fast ausschließlich aus der Hagana rekrutiert wurden, als Kadett bei. Im Jahre 1942 trat Zoreʿa in die Kompanie 20 der Buffs (Royal East Kent Regiment) ein, eine Kompanie in der British Army die Rekruten aus dem Jischuv offenstand, und nach 1944 wechselte er in die Jüdische Brigade. Im Winter 1944/1945 nahm er mit dieser Brigade an schweren Kampfhandlungen gegen die Wehrmacht teil und zeichnete sich in der Frühjahrsoffensive in Italien 1945 bei der Schlacht am Fluss Senio bei Bologna aus, die nach zweimonatiger Dauer siegreich abgeschlossen wurde. Zoreʿa, der zu diesem Zeitpunkt im Rang eines Second Lieutenant (Leutnant, niedrigster Offiziersrang der British Army) stand, wurde das Military Cross verliehen, in Anerkennung dafür, dass er seine Truppe durch heftigstes Feuer geführt hatte. Zum Zeitpunkt der Auflösung der Jüdischen Brigade 1946 stand Zoreʿa im Rang eines Captains (Hauptmann).
Nach Kriegsende betrieb die Jüdische Brigade heimlich den Schmuggel von Waffen für verschiedene jüdische Untergrundorganisationen im damaligen Mandatsgebiet Palästina benutzt, während seine Freunde aus der Pfadfindergruppe Zofim Alef in der geheimen Munitionsproduktion im Ajjalon-Institut arbeiteten.
In Europa waren Angehörige der Jüdischen Brigade an verschiedenen Vergeltungsaktionen gegen Nazis und deren Kollaborateure beteiligt. Um diese Aktionen zu ermöglichen, reisten Angehörige der Jüdischen Brigade in Gruppen von drei oder vier kreuz und quer durch das Europa der unmittelbaren Nachkriegszeit. Mit Bezug auf diese Racheaktionen, stellte Zoreʿa fest, sie hätten nur diejenigen, die direkt an der Ermordung von Juden beteiligt waren, liquidiert. Außerdem beteiligte sich die Jüdische Brigade aktiv an Bemühungen (Bricha), Überlebenden des Völkermords, besonders jenen aus Polen, die durch britische Mandatsmacht weitgehend illegalisierten Einwanderung nach Palästina ermöglichen. Hierzu bemerkte Zoreʿa später, dass sie ein Netz über ganz Europa, welches zu diesem Zeitpunkt von fünf Millionen herumirrenden Menschen aller Länder und Glaubensrichtungen bevölkert war, ausgeworfen, und sie den Strom in Richtung Palästina gelenkt hätten. Zoreʿa war an all diesen Aktionen beteiligt. 
Die meisten Angehörigen der Jüdischen Brigade wurden vor der Gründung des Staates Israel am 14. Mai 1948 in leitende militärische Funktionen zu den Waffen gerufen, insbesondere im Palästinensischen Bürgerkrieg (1947/1948), der sich entfaltete, nachdem der Beschluss über den UN-Teilungsplan für Palästina gefallen war. Zwei Tage danach kündigten die benachbarten Staaten Königreich Ägypten, Königreich Irak, Libanon, Saudi-Arabien, Syrien und Transjordanien – sämtlich Mitglieder der Arabischen Liga – die Invasionen ihrer Streitkräfte an. Ehemalige Angehörige der Jüdischen Brigade waren zu dieser Zeit die einzigen, die eine formale militärische Ausbildung erhalten hatten und Kampferfahrung hatten.

## Militärische Karriere in Israel
Am Sonnabend, den 15. Mai 1948, dem Tag nachdem Israels Unabhängigkeit ausgerufen worden war, marschierten ägyptische Armee, Arabische Legion, irakische Streitkräfte, Streitkräfte des Libanon und Syrisches Heer in Israel und Palästina ein und eröffneten den Krieg um Israels Unabhängigkeit. Während dieses Krieges diente Zoreʿa als Bataillonskommandeur. Später wurde er in den Generalstab als Chef der Ausbildungsabteilung berufen. Außerdem diente er als Kommandeur der Offiziersschule der israelischen Streitkräfte. Nach den Waffenstillstandsabkommen von 1949 verwirklichte Zoreʿa und seine Freunde aus der Pfadfindergruppe Zofim Alef ihr lang gehegtes Projekt und gründeten mit Maʿagan Michaʾel am Mittelmeer ihren eigenen Kibbuz. 
1953 nahm Zoreʿa seinen Abschied, kehrte aber schon drei Jahre später wieder zur Armee zurück. Er wurde erst zum Stellvertretenden Kommandeur des Panzerkorps ernannt, später zu dessen Kommandeur. Danach wurde er wieder in den Generalstab berufen, musste aber schon 1959 als Folge der so genannten Nacht der Enten, einer in einem Debakel endenden Mobilisierungsübung, zurücktreten und den Generalstab verlassen. Am 1. April 1959 sollte eine Überraschungsübung zur Mobilisierung der Reserve stattfinden. Das radioübertragene Kodewort des Mobilisierungsaufrufs war „Wasservogel“, weshalb der darauffolgende Skandal als „Nacht der Enten“ in die Geschichte eingegangen ist. Die Überraschung war so vollkommen, dass das ganze Land in Panik geriet und die Streitkräfte der benachbarten arabischen Länder in höchste Alarmbereitschaft versetzt wurden. Ein Untersuchungsausschuss hatte Zoreʿa als einen der Hauptschuldigen ausgemacht. Er wurde zum israelischen Nordkommando versetzt, dessen Kommandeur er bis 1962 war. Während seines Dienstes im Norden des Landes, jetzt im Range eines Generalmajors, befahl er, dass die Golani-Brigade zum ersten Mal außerhalb der Grenzen Israels operierte, eine Rolle, die bis zu diesem Zeitpunkt nur der Fallschirmjägerbrigade zuteilgeworden war.

## Zivilleben
Nachdem Zoreʿa 1962 seinen endgültigen Abschied genommen hatte, zog er sich im von ihm mitbegründeten Maʿagan Michaʾel zurück, wo er sein Leben als Bauer mit weiteren öffentlichen Aktivitäten kombinieren konnte.

## Politisches Wirken
Zoreʿa nahm weiterhin am öffentlichen Leben des Staates Israel teil. In den Jahren 1973 und 1974 war er der Ombudsmann für israelische Soldaten. Er war der Direktor der Raschut Mequrqeʿei Jisraʾel (hebräisch רָשׁוּת מְקֻרְקְּעֵי יִשְׂרָאֵל ‚Behörde der Immobilien Israels‘) in den Jahren 1976 und 1977. Obwohl ursprünglich Mitglied der linken Partei Mapam gründete er zusammen mit unter anderem Jiggaʾel Jadin, Amnon Rubinstein, Shmuel Tamir, Meir Amit, die Tnuʿah Demokratit leSchinnui (DaSch), eine säkulare Partei im Zentrum des politischen Spektrums, die sich vor allem aus ehemaligen Mitgliedern der israelischen Arbeitspartei und des Likkuds zusammensetzte.
Im Zuge der Wahlen 1977, in der DaSch 15 Sitze gewann und damit zur drittstärksten Fraktion avancierte, wurde Zoreʿa in die Knesset gewählt. DaSch wurde ein Teil der Koalitionsregierung unter Menachem Begin und Zoreʿa war Mitglied in mehreren parlamentarischen Ausschüssen. Kurz nach der Regierungsbildung zeigte DaSch erste Auflösungserscheinungen und schon ein Jahr später, 1978, trat Zoreʿa von seinem Mandat in der Knesset zurück.
Mitte der 1980er Jahre war er Mitglied der Untersuchungskommission, die den Auftrag hatte, die Vorwürfe gegen israelische Soldaten zu untersuchen, sie hätten zwei gefangengenommene Terroristen im Überlandbus 300 rechtswidrig getötet.
Zoreʿa starb 1995 im Alter von 72 Jahren.